# Brorfeldeobservatoriet
Brorfeldeobservatoriet är ett danskt observatorium på en kulle i Brorfelde, söder om Holbæk på Själland. Det invigdes 1953 och var en del av Københavns universitet till 1996. Anläggningen ägs och drivs idag av Holbæks kommun, som ett upptäcktscentrum inom astronomi, geologi, natur och teknik. 
Anläggningen byggdes på initiativ av astrofysikern Bengt Strömgren, för att slippa undan ljusföroreningen i Köpenhamn där universitetet hade sitt observatorium. Den byggdes med stöd från Carlsbergfonden och försågs med  tidens mest exakta meridiancirkel, med vars hjälp positioner för uppemot 100 miljoner stjärnor i vintergatan har bestämts. År 1984 flyttades Carlsbergs meridiancirkel till observatoriet på La Palma i Spanien, där instrumentet var i drift till 2013.

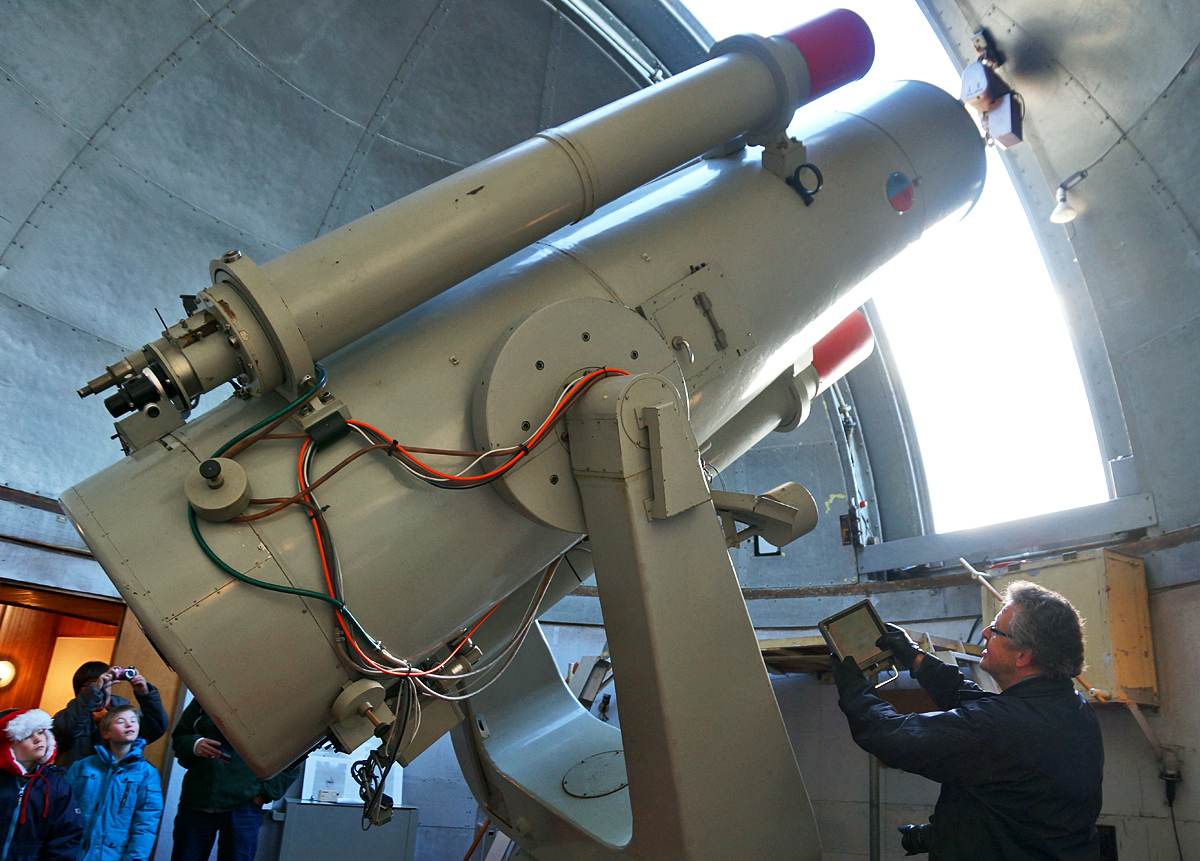
Schmidtteleskopet från 1966.

Schmidtteleskopet i Brorfelde är  Danmarks största professionella teleskop. Det byggdes på verkstaden i Brorfelde och hade en bländare på 50 centimeter och en spegeldiameter på  75 centimeter när det togs i bruk år 1966. Efter flera ombyggnader och renoveringar är bländaren nu 45 centimeter och spegeldiametern 77 centimeter och sedan 2017 är teleskopet försett med en CCD-kamera med 4500 × 3600 pixlar.
Det 40 hektar stora området med elva byggnader är kulturskyddat och även mörkret är fredat. När det är mörkt används endast rött ljus, så att mörkerseendet inte påverkas. Därför kan man se vintergatan med blotta ögat från kullen där observatoriet ligger.